# Israel Téllez
Israel  Téllez est un matador mexicain né le 28 août 1981 à Uriangato (Mexique, État du Guanajuato).

## Présentation
Dès son plus jeune âge, Israel Tellez a été initié à la tauromachie. Il est devenu en quelques années l’un des plus charismatiques matadors d’Amérique Latine.

## Carrière
- Débuts comme picador : Aguascalientes (Mexique, État d'Aguascalientes) le 5 août 1997
- Débuts en novillada avec picadors : Aguascalientes, le 25 décembre 2001 en compagnie d'Eulalio Lopez « El Zotoluco » et Fermín. Novillos de la ganadería de Francisco Rivera.
- Alternative : 25 décembre 2001 à Uriangato (Mexique, État de Guanajuato). Parrain, « El Zotoluco » ; témoin, Fermín Spínola ; taureaux de la ganadería de Francisco Rivera.
- Confirmation d'alternative à Mexico : le 22 février 2004. Parrain, Humberto Flores ; témoin, Federico Pizarro ; taureaux de la ganadería de Santa Fe Del Carmen.

## Prix et Trophées[1]
- Trophée « Calesero San Marcos » (Aguascalientes Mexique, État d'Aguascalientes) en 2003
- « Triumfador absoluto » de la Feria Nacional de San Marcos à Aguascalientes en 2004
- Trophée « Oreja de Oro », Serial San Marcos à Aguascalientes en 2004
- Prix « Fundador-Hidrocalido » pour la meilleure faena, San Marcos à Aguascalientes en 2004
- Trophée de la temporada « El David », Querétaro (Mexique, État de Querétaro) en 2004
- Trophée « El David » pour la meilleure estocade de la temporada, Queretaro en 2004
- Médaille de la « Virgen de la Esperanza », Feria 2004 de Socota (Pérou).
- Trophée « Antonio Velazquez », Feria 2005 de León (Mexique).
- Trophée du  « Meilleur tercio de banderilles », Mexicali (Mexique) en 2006